# 노을

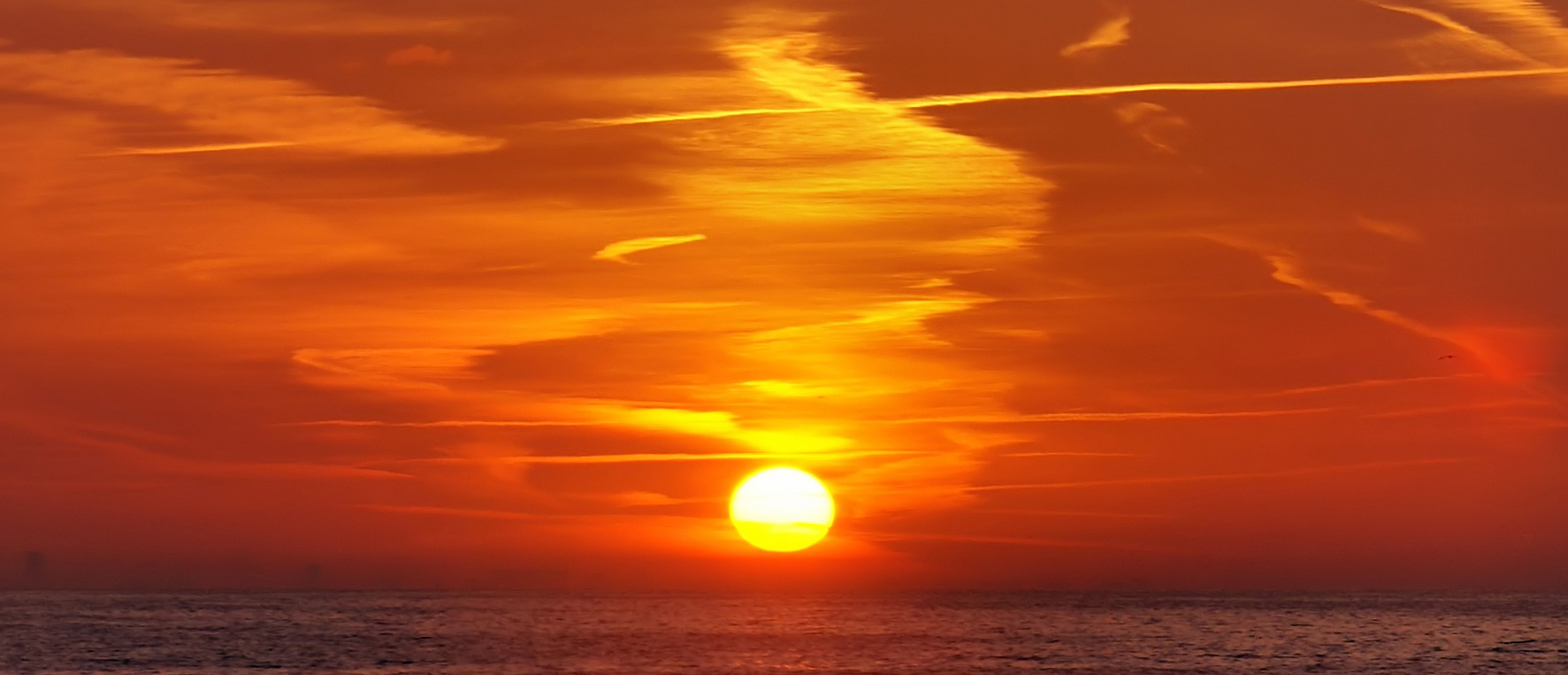
수평선으로 지는 태양의 모습.

노을 또는 놀은, 새벽이나 아침 또는 저녁에 태양 광선이 대기를 통과하는 거리가 길어져서 태양 광선 중 파장이 짧은 파란색은 대기 중에서 산란되고, 파장이 긴 빨간색은 산란되지 않아 하늘이 빨간색으로 보이는 현상이다.

## 생성
햇빛 중 가시광선은 여러 가지 색의 빛으로 되어 있지만, 모든 색의 빛이 거의 균일한 세기로 동시에 우리 눈에 들어오게 되면 백색광으로 보인다. 이 백색광 중에서 비교적 파장이 짧은 남색과 푸른색이, 파장이 긴 오렌지색과 붉은색보다 기체 분자로 인해 산란이 더 잘 된다.  그래서 하늘이 파랗게 보인다. 그러나 태양이 지평선 부근에 있을 때에는 햇빛이 대기권을 통과하는 경로가 길기 때문에 산란이 잘 되는 푸른색의 빛은 도중에서 없어지고 붉은색의 빛만 남는다. 이 빛이 하층의 구름입자 때문에 산란하면서 구름이 붉게 보인다.

## 아침 노을
아침에 생기는 노을로 동쪽에 발생한다. 아침 노을은 동쪽에 고기압이 있어서 날씨가 개어 있을 때 생기는데, 중위도 지방에서는 기압계가 서쪽에서 동쪽으로 이동하기 때문에 뒤따르는 기압골의 접근으로 강수의 가능성이 높아진다.

## 저녁 노을

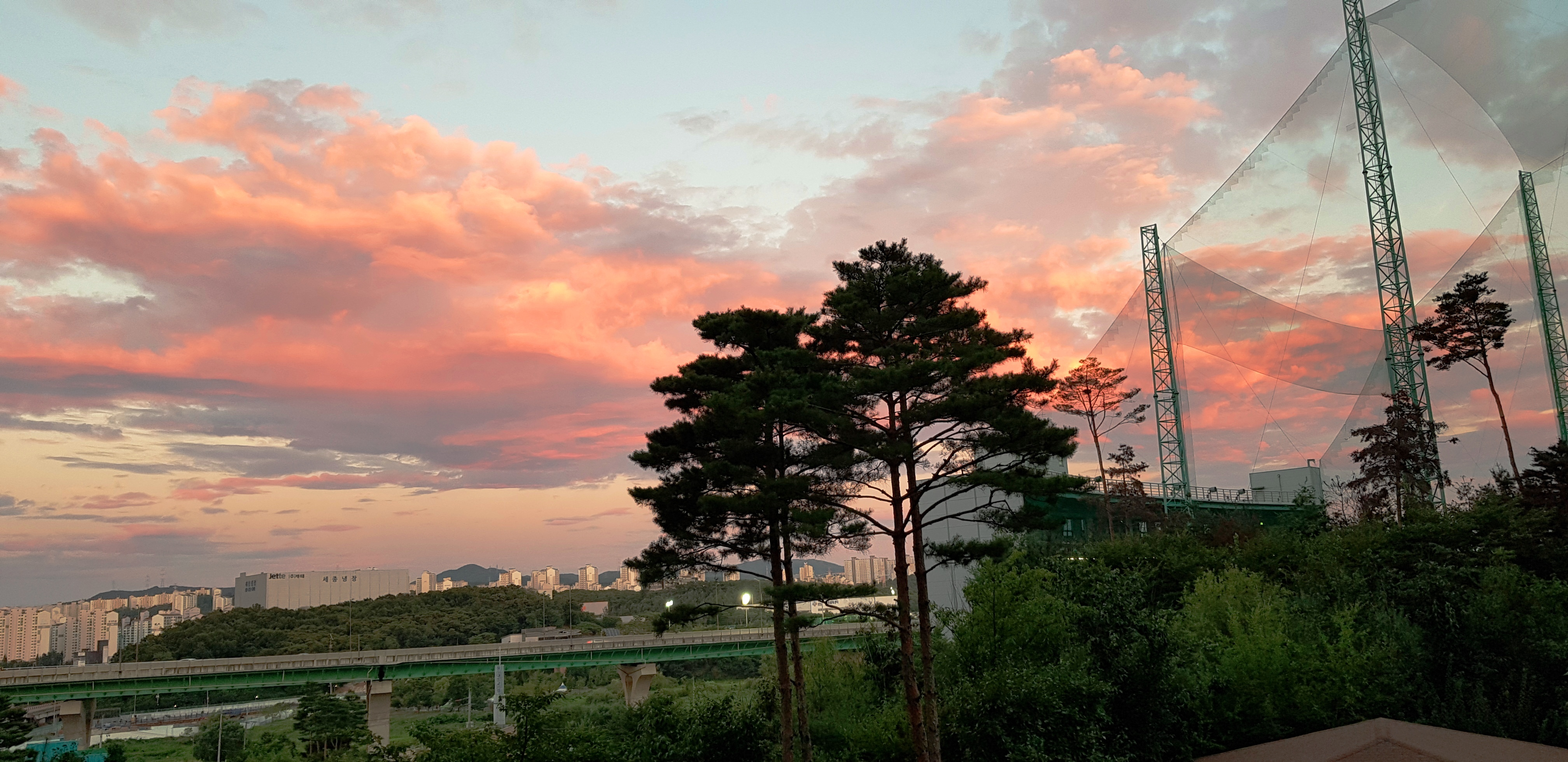
여름철 청명호수마을에서 기흥저수지 방향으로 바라본 저녁 노을.

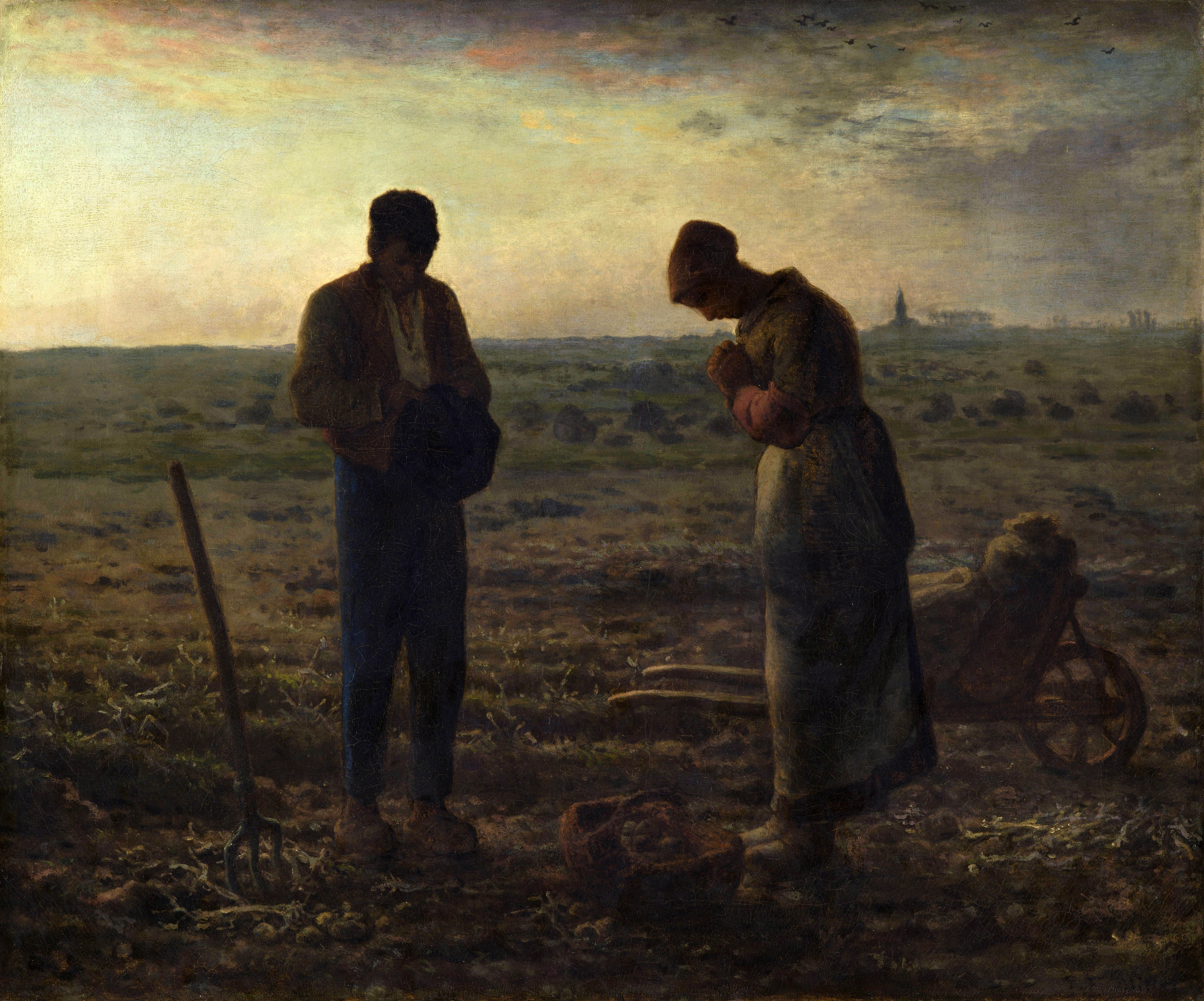
장 프랑수아 밀레의 만종.

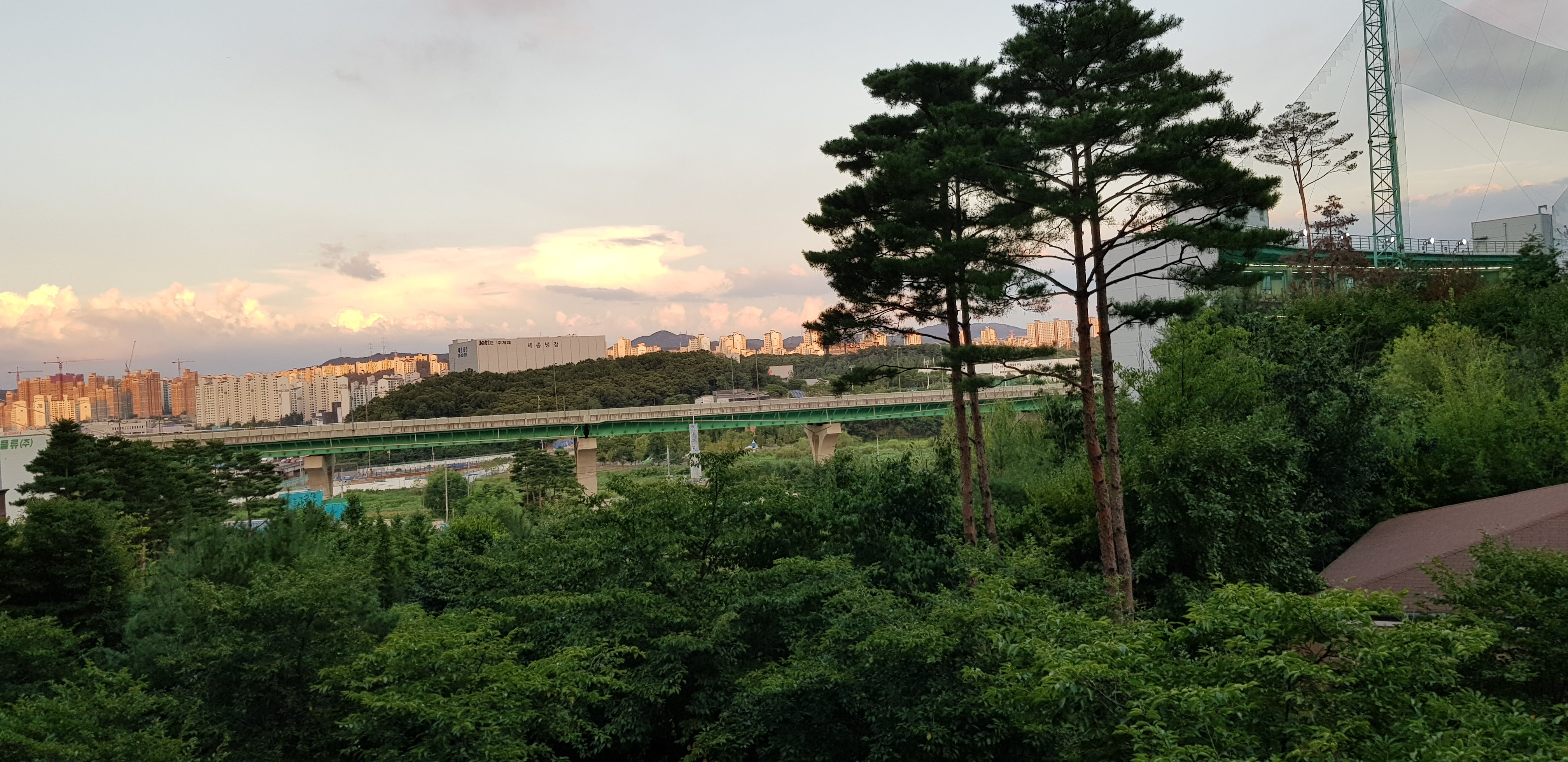
구름이 있는 저녁 때, 청명호수마을에서 바라본 기흥저수지의 모습.

저녁에 생기는 노을로 서쪽에 발생한다. 저녁 노을은 서쪽 하늘의 고기압이 있어서 날씨가 개어 있을 때 생기는데, 중위도 지방에서는 기압계가 서쪽에서 동쪽으로 이동하기 때문에 다음날 날씨가 좋아지는 경우가 많다.

## 같이 보기
- 대기광
- 비너스의 띠
- 해넘이
- 해돋이